# Liste der Bischöfe von Middleton
Die Liste der Bischöfe von Middleton stellt die bischöflichen Titelträger der Church of England, der Diözese von Manchester, in der Province of York dar. Der Titel wurde nach der Stadt Middleton benannt.
| Liste der Bischöfe von Middleton | Liste der Bischöfe von Middleton | Liste der Bischöfe von Middleton | Liste der Bischöfe von Middleton                        |
| Von                              | Bis                              | Name                             | Anmerkungen                                             |
| -------------------------------- | -------------------------------- | -------------------------------- | ------------------------------------------------------- |
| 1927                             | 1932                             | Richard Godfrey Parsons          | danach Bischof von Southwark und Bischof von Hereford   |
| 1932                             | 1938                             | Cecil Wilson                     |                                                         |
| 1938                             | 1943                             | Arthur Alston                    |                                                         |
| 1943                             | 1952                             | Edward Mowll                     |                                                         |
| 1952                             | 1958                             | Frank Woods                      |                                                         |
| 1958                             | 1959                             | Robert Nelson                    |                                                         |
| 1959                             | 1982                             | Ted Wickham                      |                                                         |
| 1982                             | 1994                             | Donald Tytler                    |                                                         |
| 1994                             | 1999                             | Stephen Venner                   | danach Bischof von Dover und Bischof der Falklandinseln |
| 1999                             | 2007                             | Michael Lewis                    |                                                         |
| 2007                             | Gegenwart                        | Mark Davies                      |                                                         |